# Voipreux
Voipreux ist eine ehemalige französische Gemeinde mit 229 Einwohnern (Stand 1. Januar 2015) im Département Marne in der Region Grand Est (vor 2016 Champagne-Ardenne). Sie war Teil des Kantons Vertus-Plaine Champenoise im Arrondissement Épernay. 
Am 1. Januar 2018 wurde Voipreux mit Gionges, Vertus und Oger zur Commune nouvelle Blancs-Coteaux zusammengeschlossen.

## Geografie
Voipreux liegt etwa 40 Kilometer südlich von Reims.

## Bevölkerungsentwicklung
| Jahr                       | 1962 | 1968 | 1975 | 1982 | 1990 | 1999 | 2006 | 2013 |
| -------------------------- | ---- | ---- | ---- | ---- | ---- | ---- | ---- | ---- |
| Einwohner                  | 96   | 92   | 105  | 168  | 160  | 181  | 204  | 233  |
| Quellen: Cassini und INSEE |      |      |      |      |      |      |      |      |

## Sehenswürdigkeiten
- Menhir

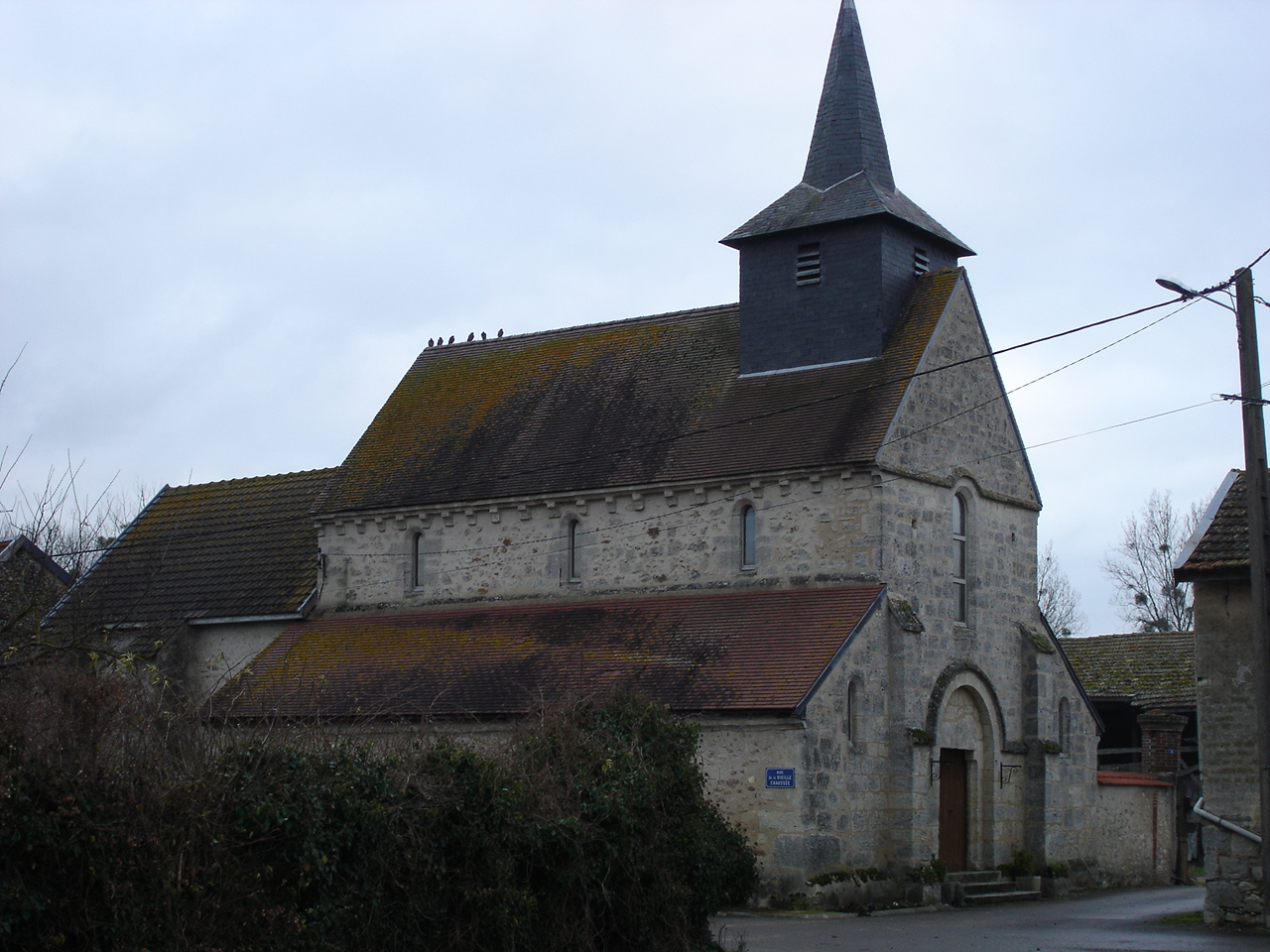
Kirche Saint-Pierre

- Kirche Saint-Pierre aus dem 12. Jahrhundert
- Gräberfeld aus der Merowingerzeit